# Hugh Kildea

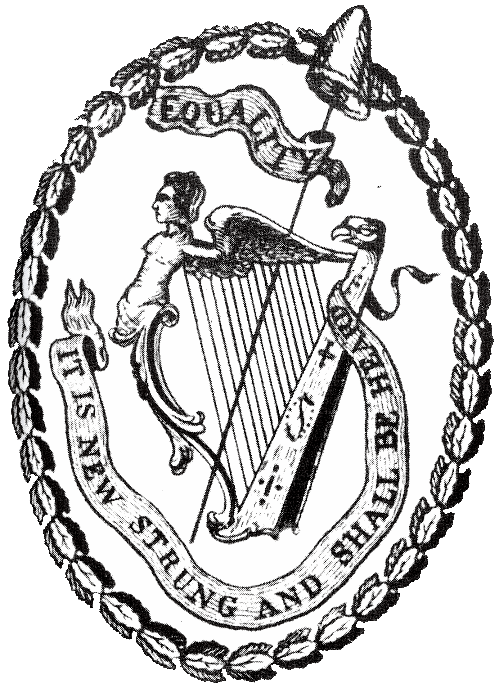
Badge van de United Irishmen

Hugh Kildea (- Ennistymon, 16 maart 1799) was een Iers rebel die stierf aan de galg.

## Opstand
Hugh Kildea was onderwijzer in de clandestiene Katholieke heggeschool te Moy. Hij zette de landbezitter Francis "Ruadh" Lysaght aan om de United Irishmen bij hem te laten oefenen. Vandaar leidde hij aanvallen tegen landeigenaars en militairen om wapens buit te maken.

## Arrestatie
Militairen arresteerden vijftig man te Ennistymon. Het assisenhof te Ennis veroordeelde Hugh Kildea en de gebroeders Michael en Patrick Murphy uit Tullygarven tot de dood door ophanging. De straf van Patrick Murphy werd omgezet naar levenslange opsluiting. Anderen werden veroordeeld tot gevangenisstraf, verbanning en zweepslagen.

## Galg
Op het kruispunt van Churchill en Oldtown Street - nu Main Street – werd de galg opgesteld. De twee werden er onder militaire begeleiding heengevoerd. Ze bleven drie uur aan de galg hangen.